# Félix Cárdenas
Félix Rafael Cárdenas Ravalo (ur. 24 listopada 1973 w Encino) – kolumbijski kolarz szosowy.
W zawodowym peletonie ściga się od 2000 roku. Największymi sukcesami kolarza są dwa etapowe zwycięstwa w Tour de France i Vuelta a España.

## Najważniejsze zwycięstwa i sukcesy
- 2000
  - etap w Vuelta a España
  - etap w Tour de Limousin
- 2001
  - etap Tour de France
- 2002
  - dwa etapy w Vuelta a Colombia
- 2003
  - etap w Vuelta a España i klasyfikacja górska
  - dwa etapy w Vuelta a Colombia
- 2004
  - etap w Vuelta a España i klasyfikacja górska
- 2005
  - Tour of Japan
- 2006
  - etap w Brixia Tour
  - 1. Clásica de Ordizia
  - 1. GP Industria e Commercio Artigianato